# Gara Valea Vișeului
Gara Valea Vișeului este o stație de cale ferată care deservește Bistra, județul Maramureș, România. Situată pe Linia 409 și Linia 423, linii secundare ale Magistralei CFR 400, este una din cele două gări din comuna Bistra, cealaltă fiind Gara Vișeu Bistra din satul Bistra.

## Istoric
Satul Valea Vișeului a fost legat la rețeaua de cale ferată în 1895, odată cu inaugurarea liniei de cale ferată Máramarossziget (Sighetu Marmației) – Barnabás (Kostîlivka/Berlebaș) – Kőrösmező (Iasinia/Frasin) – Stanislau (Ivano-Frankivsk). Întrucât linia era situată atât pe teritoriul Cisleithaniei cât și pe cel Transleithaniei al Austro-Ungariei, porțiunea austriacă a căii ferate a fost exploatată de către Căile ferate de stat cezaro-crăiești austriece / Căile ferate de stat imperialo-regale austriece (în germană "k.k. österreichische Staatsbahnen") iar cea ungară de către compania feroviară MÁV (în maghiară "Magyar Államvasutak"). La sfârșitul Primului Război Mondial, linia ferată a fost împărțită în trei părți: porțiunea de sud de la Sighetu Marmației până după Valea Vișeului a rămas României, porțiunea mediană de la Dilove la Frasin a trecut pe teritoriul cehoslovac și cea de nord de după Frasin la Ivano-Frankivsk pe teritoriul Poloniei. Ca urmare a stabilirii acestor noi granițe, căile ferate din partea românească a Maramureșului nu au mai avut nici o legătură cu restul rețelei feroviare a României. În 1928 s-a încheiat un acord între Polonia, Cehoslovacia și România cu privire la modul de folosire a acestei linii, astfel legătura feroviară dintre Maramureș și restul țării se facea prin teritoriul cehoslovac, fiind folosită linia de cale ferată Debrecen – Szatmárnémeti (Satu Mare) – Királyháza (Korolevo/Craihaza) – Máramarossziget (Sighetu Marmației). Ca urmare a celor două dictate de la Viena din martie 1939 și august 1940 și a Pactului Ribbentrop-Molotov porțiunea de sud și cea mediană a trecut sub controlul maghiar iar porțiunea de nord a trecut la Uniunea Sovietică. În 1941, Germania a atacat Uniunea Sovietică iar după cucerirea Galiției, autoritățile militare germane de ocupație au înființat Direcția Căilor Ferate de Est Lemberg (în germană "Ostbahndirektion Lemberg"), subordonată Direcției Generale a Căilor Ferate de Est (în germană "Generaldirektion der Ostbahn" Gedob) care a preluat exploatarea căilor ferate din Galiția și, prin urmare, și a porțiunii nordice a traseului Sighetu Marmației – Ivano-Frankivsk. După sfârșitul celui de-al Doilea Război Mondial, granițele din anul 1938 au fost restaurate parțial, URSS a anexat atât Galiția, cât și Ucraina Carpatică, astfel că partea centrală și de nord a acestei căi ferate a trecut pe teritoriul său iar Căile Ferate Sovietice (în rusă "Советские железные дороги" Sovetskie Jeleznîe Doroghi SJD) au schimbat ecartamentul liniilor, porțiunea de cale ferată preluată fiind trecută de la ecartamentul normal (1 435 mm) la ecartamentul lat (1 520 mm). România a primit înapoi partea de sud a Maramureșului (Județul Maramureș interbelic), cu porțiunea de sud a liniei. Deoarece tronsonul de la vest de Sighetu Marmației al căii ferate Debrecen – Sighetu Marmației, în apropierea localității Câmpulung la Tisa, a trecut iarăși pe teritoriul unui stat străin, de această dată cel sovietic, s-a rupt legătura de la Valea Vișeului prin Sighetu Marmației către Câmpulung la Tisa cu rețeaua feroviară a României. Din 1947 legătura Maramureșului cu restul țării pe calea feroviară a fost refăcută odată cu reluarea tranzitului prin teritoriul, de acum, sovietic. În 1949 a fost pusă în funcțiune linia Salva – Dealul Ștefăniței – Vișeu de Jos, care a conectat linia de cale ferată Valea Vișeului – Vișeu de Jos – Borșa deschisă în 1913 cu linia de cale ferată Beclean – Salva – Rodna Veche pusă în funcțiune în anul 1890, România a stabilit astfel o legătură a căilor ferate din Maramureș cu restul rețelei sale feroviare, fără a mai fi necesar tranzitarea teritoriului altei țări. Tronsonul între Valea Vișeului – Sighetu Marmației – Câmpulung la Tisa a fost echipat cu patru șine, pentru a putea fi folosit atât de trenurile care circulă pe șine cu ecartament normal, cât și de cele care circulă pe șine cu ecartament larg și este considerat linie de peaj. După destrămarea Uniunii Sovietice în 1991, partea de nord a traseului a fost preluată de Căile Ferate Ucrainene (în ucraineană "Укрзалізниця" Ukrzaliznîția UZ) de la Căile Ferate Sovietice (SJD). Ambele puncte de trecere a frontierei, Valea Vișeului și Câmpulung la Tisa, sunt echipate numai cu șine cu ecartament larg.

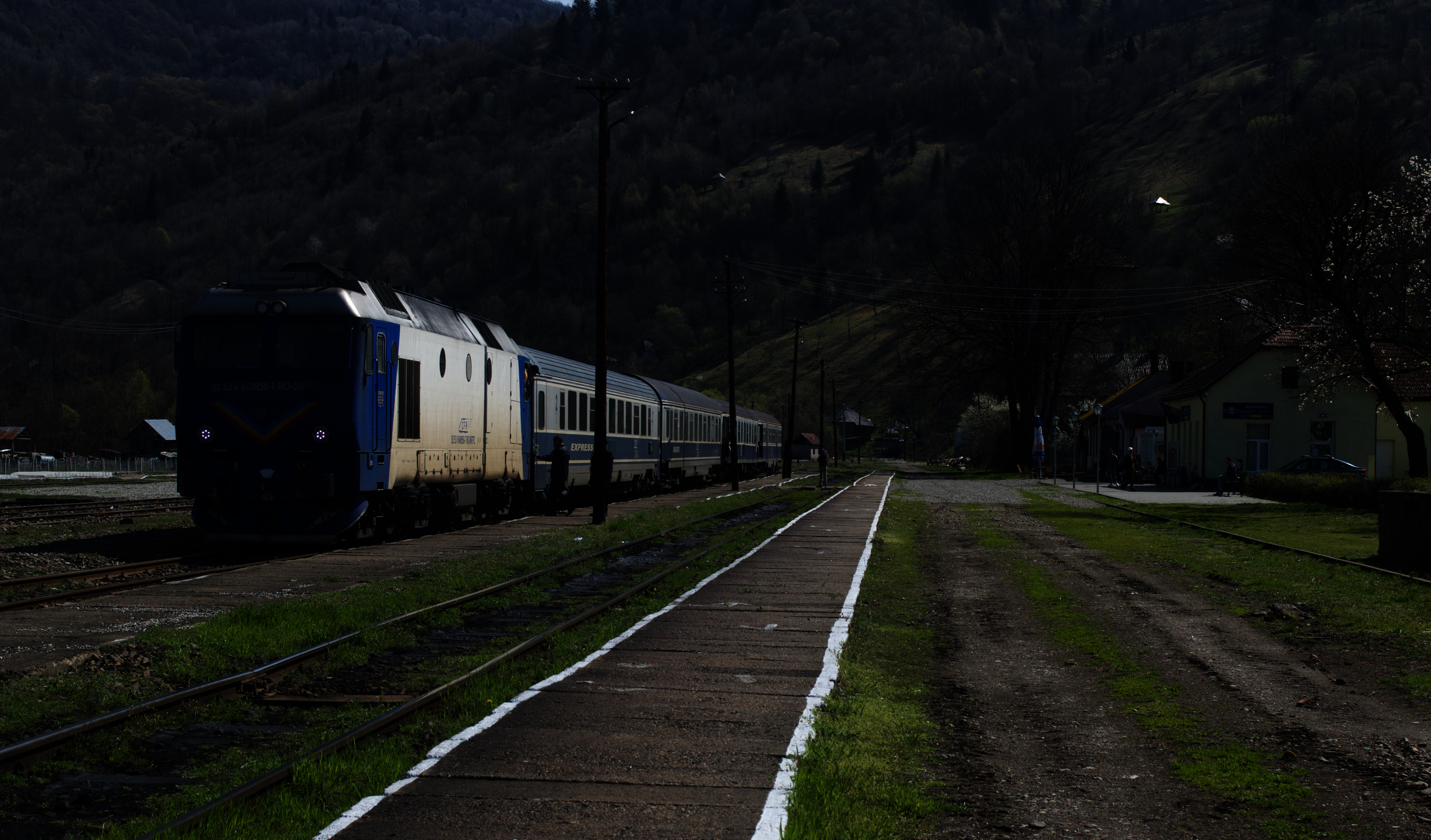
Tren în stația Valea Vișeului

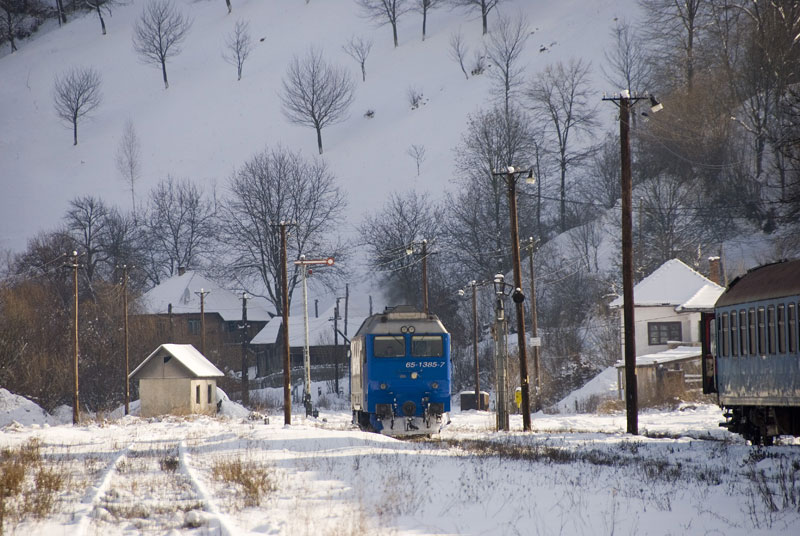
Manevre de rebrusare a unui tren în stația Valea Vișeului

## Gara
Gara Valea Vișeului este situată în satul cu același nume din comuna Bistra, la 100 m de centrul localității, la 8,4 km de centrul comunei și la 1 km de frontiera dintre România și Ucraina.
Stația Valea Vișeului este amplasată pe Linia 409 Salva – Vișeu de Jos – Sighetu Marmației, la kilometrul 93+428 față de stația Salva, respectiv la kilometrul 24+880 față de stația Sighetu Marmației. Stația este dotată cu instalație de centralizare electromecanică CEM. De asemenea, stația Valea Vișeului este tranzitată de Linia 423 Rahiv – Sighetu Marmației – Teresva, linie cu ecartament larg, folosită de trenurile Ukrzaliznîția (UZ).
Stația Valea Vișeului este un nod feroviar situat pe Linia 409 Salva – Vișeu de Jos – Sighetu Marmației, unde trenurile de călători care vin dinspre Vișeu de Jos și circulă spre Sighetu Marmației și invers necesită intrarea în stație pentru rebrusare, liniile de îndrumare a celor două direcții de deplasare dintr-o parte în alta formând un unghi.
Stația Valea Vișeului are nouă linii, șase linii cu ecartament normal (1 435 mm) și trei linii cu ecartament larg (1 520 mm), dintre care cinci sunt folosite pentru trenurile cu pasageri cât și pentru trenurile de marfă (Liniile 2N, 3N, 4N, 5N și 7L), trei linii sunt folosite pentru încărcare și descărcare mărfuri din mijloace de transport auto (Liniile 1N, 7L și 9N) iar o linie este folosită pentru manevre (Linia 8L). Cea mai scurtă linie are o lungime de 62 m iar cea mai lungă are 803 m.
Gara Valea Vișeului reprezintă una dintre cele patru conexiuni feroviare România–Ucraina. În iunie 2022 Căile Ferate Ucrainene au început reparațiile la tronsonul de cale ferată de la Rahiv până la granița cu România, în scopul redeschiderii traficului feroviar la 17 ani de la trecerea unui tren ucrainean prin stația Valea Vișeului. Pe 22 noiembrie 2022 un tren de probă a plecat din Gara Rahiv spre Gara Valea Vișeului. Un tren de pasageri pe această rută a fost lansat la 18 ianuarie 2023, operat de compania feroviară ucraineană de stat Ukrzaliznîția (UZ).
Calea ferată asigură legătura comunei Bistra pe linii adiacente Magistralei 400 spre Beclean pe Someș și Dej pentru transportul feroviar de călători și marfă. Prin gara Valea Vișeului trec zilnic trenuri Regio (R) ale operatorului CFR Călători.

## Distanțe față de alte gări din România și Europa

### Distanțe față de alte gări din România
- Valea Vișeului și Arad (via Cluj-Napoca și Teiuș) - 531 km
- Valea Vișeului și Baia Mare (via Dej Călători și Beclean pe Someș) - 273 km
- Valea Vișeului și Beclean pe Someș - 115 km
- Valea Vișeului și București Nord (via Cluj-Napoca) - 608 km
- Valea Vișeului și București Nord (via Deda) - 581 km
- Valea Vișeului și Cluj-Napoca - 198 km
- Valea Vișeului și Dej Călători - 145 km
- Valea Vișeului și Episcopia Bihor (via Cluj-Napoca) - 357 km
- Valea Vișeului și Jibou (via Dej Călători) - 215 km
- Valea Vișeului și Oradea (via Cluj-Napoca) - 350 km
- Valea Vișeului și Satu Mare (via Baia Mare) - 333 km
- Valea Vișeului și Suceava (via Salva) - 330 km

### Distanțe față de alte gări din Europa
- Valea Vișeului și  Železničná stanica Bratislava-Petržalka (via Arad, Keleti Budapesta și Hauptbahnhof Viena) - 1111 km
- Valea Vișeului și  Keleti Budapesta (via Arad) - 784 km
- Valea Vișeului și  Keleti Budapesta (via Oradea) - 607 km
- Valea Vișeului și  Keleti Budapesta (via Valea lui Mihai) - 661 km
- Valea Vișeului și  Chișinău (via Suceava și Iași) - 577 km
- Valea Vișeului și  Kiev Pasajirski (via Suceava) - 1110 km
- Valea Vișeului și  Kiev Pasajirski (via Teresva, Korolevo, Mukacevo, Batovo, Strîi, Liov, Rivne și Sarnî) - 1010 km
- Valea Vișeului și  Kiev Pasajirski (via Rahiv, Ivano-Frankivsk, Liov, Rivne și Sarnî) - 902 km
- Valea Vișeului și  Praha hlavní nádraží (via Arad, Keleti Budapesta, Hauptbahnhof Viena și Brno hlavní nádraží) - 1456 km
- Valea Vișeului și  Hauptbahnhof Viena (via Arad) - 1046 km
- Valea Vișeului și  Hauptbahnhof Viena (via Oradea) - 860 km
- Valea Vișeului și  Hauptbahnhof Viena (via Valea lui Mihai) - 915 km